# Stelling van Lagrange (groepentheorie)
In de groepentheorie, een deelgebied van de wiskunde, legt de stelling van Lagrange een verband tussen de orde van een eindige groep en die van de ondergroepen ervan. De stelling zegt dat de orde van een groep {\displaystyle G} kan worden gedeeld door de orde van de ondergroepen van {\displaystyle G}. Anders gezegd: het aantal elementen van de groep is een geheel veelvoud van het aantal elementen van een ondergroep. De stelling is naar Joseph-Louis Lagrange genoemd.  

## Definitie
Zij {\displaystyle G} een eindige groep en {\displaystyle H\leq G} een ondergroep van {\displaystyle G}. Volgens de stelling van Lagrange kan de orde van {\displaystyle G} door de orde van {\displaystyle H} worden gedeeld, anders gezegd is het aantal elementen in {\displaystyle G} altijd een heel, positief veelvoud {\displaystyle n} van het aantal elementen in {\displaystyle H}.
Veronderstel dat {\displaystyle G} een groep met {\displaystyle n} elementen is en dat de orde van de ondergroep {\displaystyle H} van {\displaystyle G} gelijk aan {\displaystyle m} is.
{\displaystyle H\leq G\ ,\ |G|=n\ ,\ |H|=m}
{\displaystyle G=\{g_{1},..,g_{n}\}\ ,\ H=\{h_{1},..,h_{m}\}}
Dan is {\displaystyle n} door {\displaystyle m} te delen.

## Voorbeelden
- {\displaystyle n/m} is gelijk aan het aantal nevenklassen van {\displaystyle H} in {\displaystyle G}, oftewel {\displaystyle |G|/|H|} is. Deze waarde {\displaystyle |G|/|H|} noemt men de index van {\displaystyle H} in {\displaystyle G} en wordt genoteerd als:

{\displaystyle [G:H]=|G|/|H|}
- De orde van de alternerende groep {\displaystyle {\mathcal {A}}_{4}} is 12, dus kan 12 door de orde van alle mogelijk ondergroepen van {\displaystyle {\mathcal {A}}_{4}} worden gedeeld. Het is niet gezegd dat alle getallen {\displaystyle n}, zodat 12 door {\displaystyle n} kan worden gedeeld, als de orde van een ondergroep van {\displaystyle {\mathcal {A}}_{4}} voorkomen. {\displaystyle {\mathcal {A}}_{4}} heeft bijvoorbeeld geen ondergroep waarvan de orde 6 is, maar overigens wel ondergroepen van de orde 2, 3 en 4.

- De orde van een element {\displaystyle g} in de groep {\displaystyle G} is het kleinste positieve natuurlijke getal {\displaystyle n}, zodat {\displaystyle g^{n}=e}. In dit geval kan {\displaystyle |G|} volgens de stelling van Lagrange door {\displaystyle \mathrm {ord} (g)} worden gedeeld.

## Bewijs
De rechter nevenklasse van {\displaystyle H} in {\displaystyle G} voor een willekeurige {\displaystyle g\in G} is
{\displaystyle Hg=\{hg\ |\ h\in H\}}.
dus {\displaystyle |\ Hg\ |=m}.
Wanneer {\displaystyle g\in H} is {\displaystyle Hg=H}.
Wanneer {\displaystyle g\notin H} is {\displaystyle Hg=\{\ h_{1}g,..,h_{m}g\ \}}. Dan is {\displaystyle Hg\cap H=\emptyset },
omdat {\displaystyle H} een groep is. Bijvoorbeeld {\displaystyle h_{i}g=h_{j}}, dan is {\displaystyle g\in H} en dat is in tegenspraak met de veronderstelling.
Vergelijk twee rechter nevenklassen {\displaystyle Hg_{1}} en {\displaystyle Hg_{2}} met elkaar. Veronderstel dat er een {\displaystyle g\in G} is, zodat {\displaystyle g\in Hg_{1}} en {\displaystyle g\in Hg_{2}}. Dan zijn er twee {\displaystyle h_{i}} en {\displaystyle h_{j}\in H}, zodat {\displaystyle g=h_{i}g_{1}=h_{j}g_{2}}. Noem {\displaystyle h=h_{i}^{-1}h_{j}}, dan is {\displaystyle g_{1}=hg_{2}}, dus is {\displaystyle Hg_{1}=Hg_{2}}.
Wanneer {\displaystyle Hg_{1}\cap Hg_{2}=\emptyset }, is {\displaystyle |\ Hg_{1}\ |=|\ Hg_{2}\ |=m}.
Ieder element {\displaystyle g\in G} is vanzelf element van een rechter nevenklasse van {\displaystyle H} in {\displaystyle G}. Het aantal elementen in iedere rechter nevenklasse van {\displaystyle H} is {\displaystyle m}. Dus is {\displaystyle n} door {\displaystyle m} te delen.

## Websites
- MathWorld. Lagrange's Group Theorem.
- YouTube. Cosets and Lagrange’s Theorem - The Size of Subgroups (Abstract Algebra).